# ギュンター・ハーリッツ
ギュンター・ハーリッツ（Günter Haritz、1948年10月16日 - ）は、ドイツ、ハイデルベルク出身の元自転車競技（トラックレース）選手。

## 来歴
1970年
- トラックレース世界選手権
  -  アマ・団体追抜 優勝（+ ギュンター・シューマッハー、ペーター・フォンホフ、エアニ・クラウスメイアー）

1971年
- トラックレース世界選手権
  - アマ・団体追抜 3位

1972年
- ミュンヘンオリンピック
  -  団体追抜 優勝（+ ユルゲン・コロンボ、ギュンター・シューマッハー、ウード・ヘンペル）

1973年
- トラックレース世界選手権
  - アマ・団体追抜 優勝（+ ギュンター・シューマッハー、ペーター・フォンホフ、ハンス・ルッツ）

1974年、プロ転向。
- ドイツ選手権 プロ・ロードレース 優勝

1975年
- フランクフルト6日間レース 優勝（+ レネ・パイネン）
- ロンドン6日間レース 優勝（+ レネ・パイネン）
- ミュンヘン6日間レース 優勝（+ レネ・パイネン）
- ミュンスター6日間レース 優勝（+ レネ・パイネン）
- チューリッヒ6日間レース 優勝（+ パトリック・セルキュ）

1976年
- ベルリン6日間レース 優勝（+ ディートリヒ・テュラウ）
- ブレーメン6日間レース 優勝（+ レネ・パイネン）
- フランクフルト6日間レース 優勝（+ ディートリヒ・テュラウ）
- ミュンスター6日間レース 優勝（+ レネ・パイネン）
- グルノーブル6日間レース 優勝（+ ベルナール・テブネ）

1977年
- ケルン6日間レース 優勝（+ レネ・パイネン）